# 城外圣依搦斯圣殿

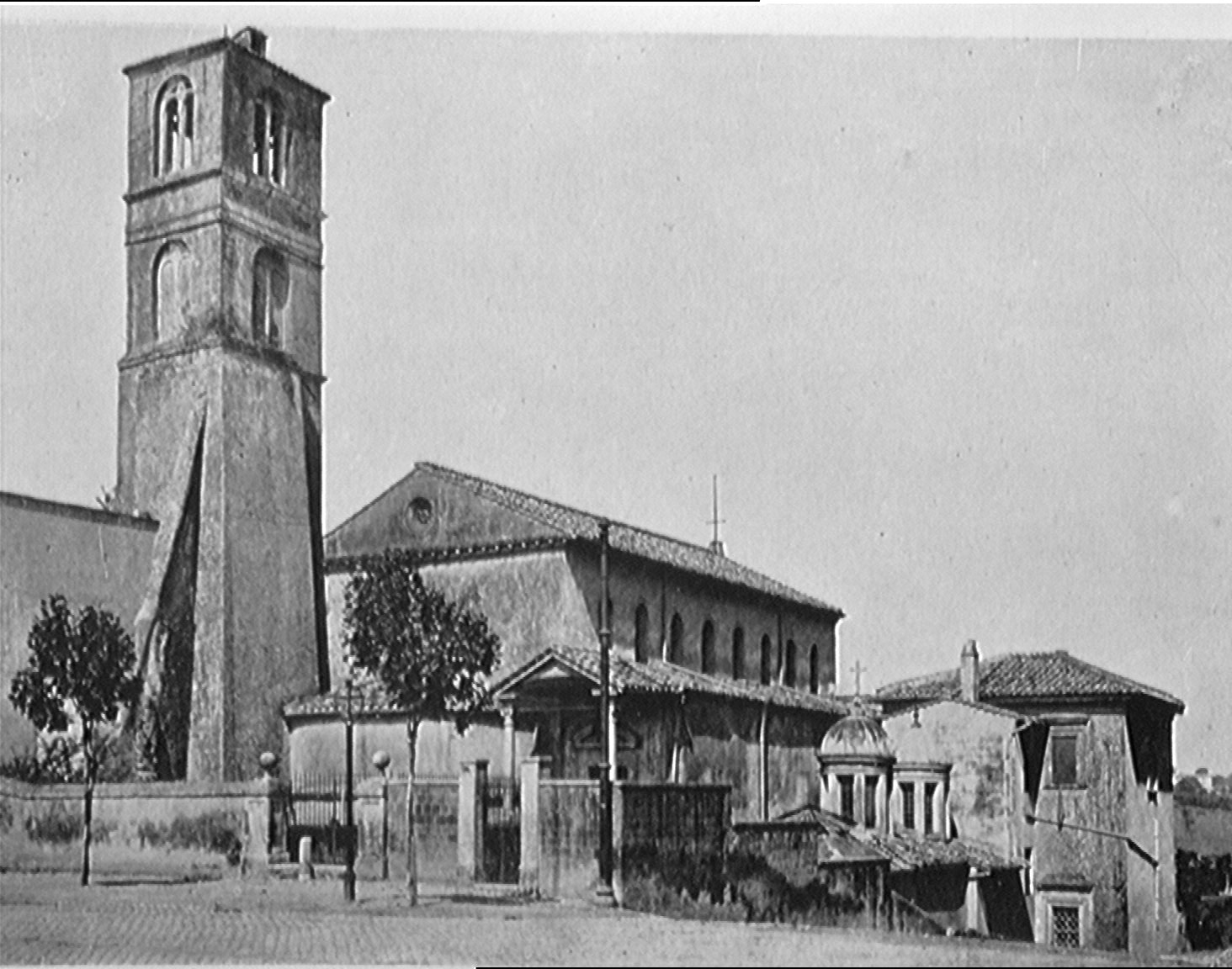

城外圣依搦斯圣殿 (義大利語：Sant'Agnese fuori la mura) 是一座罗马天主教领衔教堂、宗座圣殿，位于意大利罗马东北城外的諾門塔納道。据称圣依搦斯的圣髑位于祭台下方。该堂由教宗和诺理一世建于7世纪，位于一个地下墓穴上方，圣依搦斯最初埋葬埋葬于此。